# ポール・バニヤン

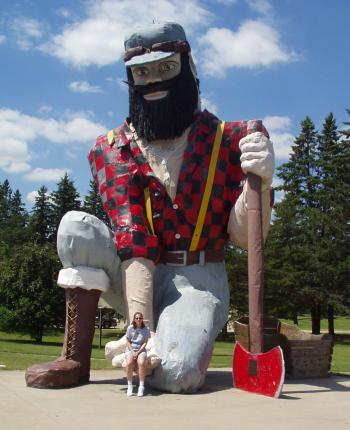
ポール・バニヤンの像

ポール・バニヤン(ポール・バニアン、英: Paul Bunyan)は、アメリカ合衆国やカナダの民話。アメリカ合衆国の伝説上の巨人、西部開拓時代の怪力無双のきこりである。

## 概要
次のような特徴を語られる。
- 生まれたときから8mという巨体[要出典]。
- 木を伐採すると1日で山が丸裸になる。
- ベイブという巨大な青い牛を連れている。
- 五大湖やミシシッピ川をつくった。
- チャック・ノリス・ファクトの原型フォークロアとして知られる[要出典]。

アメリカ合衆国やカナダの民話には、先住民（インディアン）の伝説や、移民がヨーロッパから伝えた話の他にも、開拓民が苦しい生活から生み出した話がある。それらはトール・テール（ほら話）と呼ばれている。特に、ダイダラボッチのような大巨人ポール・バニヤンの話が有名とされている。

## 物語の例
ポールは、ベビー・ベッドを大イカダに組んで大西洋に浮かばせなければならないほどの、生まれつきの大巨人だった。きこりになったポールは、数十メートルもある大きな斧を怪力で振り回し、ベイブという大きな雄牛や愉快な仲間数人を連れて、アメリカ全土の木を伐って歩くようになった。
昔、アメリカは平らで、山も谷も無かった。そこへポール・バニヤンが現れ、アメリカを変えた。例えばある時、ユタ州で相棒のベイブが病気になり死にかけた。心優しいポールは、オイオイ泣き出してしまった。滝のように流れ落ちた涙が溜まって、グレート・ソルト湖ができたという。また、暑いアリゾナからカリフォルニアへ行く途中、岩山の間に足を入れて休んでいた時のことだった。ポールが斧で何気なしに岩山を軽く叩くと、そこに深い割れ目ができて、今のグランド・キャニオンになった。
きこりのキャンプ生活で、ポール達は、飲み水を貯める貯水池が必要になった。何故ならベイブだけでも、ちょっとした湖一杯分の水を飲んだからだった。そこでポールが最初にオンタリオ湖を掘ったが、それでも足りないためエリー湖を掘った。しかし仲間が増えてきたので、ヒューロン湖、ミシガン湖、スペリオル湖まで掘った。それでも水が不足しがちなので、ソリに桶を積んで大西洋から水を運んだが、ポールはそれをひっくり返してしまった。大変なことに、水は洪水となって南へ流れていった。しかしポールは水の前に先回りをすると、大きなシャベルで溝を掘り続けた。この溝がミシシッピ川となり、その両側に盛られた土が、アパラチア山脈とロッキー山脈になったという。
ポール達の食事も大変なものだった。大男ぞろいのきこりばかりだったので、ホットケーキを焼くにしても、直径数百メートルもあるフライパンに油を引くため一苦労だった。そこでポールは、比較的体の小さいきこり数人の靴底にベーコンを付けて、フライパンの上でスケートをさせた。
この他にも、ポールと仲間達の話は無数に存在する。

## 特徴
アメリカのトール・テールの主人公は巨人以外にも、アラモで玉砕したデイヴィ・クロケットや、ミシシッピ川の荒くれ船頭で有名なマイク・フィンク、蒸気ドリルにハンマーで打ち勝ったという黒人の線路工夫ジョン・ヘンリーなど多数ある。また、職場の伝説的人物が主人公であるトール・テールも豊富にある。
彼らは大きさ、強さ、創意の象徴として、アメリカ的な大らかな笑いを引き起こすとされている。トール・テールに陰湿な要素が無い理由は、開拓民にとって現実がどれほど厳しくとも、悲観的にならず、笑いに拠って活力を養っていこうとする努力故だと見られる。

## 起源と展開
ポール・バニヤンに関する物語の起源は、19世紀後半に、五大湖から太平洋北西海岸一帯で伝わっていた話だと言われている。しかし、現在入手できる資料のほとんどは、口承に依るよりも意識的に創作された作品であり、コマーシャルに利用されてもいる（とりわけ有名なのは1914年に、ある広告業者がポール伝説を大幅に改作して小冊子を作り、製材会社を宣伝したことである）。
それ以降も、ポールの物語は、手を変え品を変え多数生み出されてきた。一面では、ポールはポパイやスーパーマンと同列に扱われてきている。同時に、開拓民が直面した伐採作業から生み出されたポールの話は、アメリカ民衆の創造力の代表とされている。

## 参考資料
- 足達和子; 阿彦周宣; 岩倉千春; 加藤千代; 川田順造; 剣持弘子（編）; 斎藤君子（編）; 杉本栄子 ほか 著、日本民話の会 編『決定版 世界の民話事典』（第１刷）講談社、2002年。ISBN 9784062566858。